# Josie Bissett
Jolynn Christine Heutmaker, lepiej znana jako Josie Bissett (ur. 5 października 1970 w Seattle, w stanie Waszyngton) – amerykańska aktorka telewizyjna i filmowa, modelka i pisarka, występowała w roli projektantki mody Jane Andrews w operze mydlanej FOX Melrose Place (1992-99, 2009, 2010).

## Życiorys

### Wczesne lata
Wychowywała się ze zżytą rodziną w przedmieściach Seattle. W wieku 12 lat pojawiła się w drukowanych reklamach i magazynach dla nastolatek oraz jako modelka w telewizji lokalnej. Uczęszczała do Thomas Jefferson High School.

### Kariera
Jako 16-latka zostawiła dom i przeprowadziła się do Japonii, gdzie rozwijała się jej dalsza kariera. Mając 17 lat zdecydowała się spróbować aktorstwa, a jej rodzina w pełni ją wsparła. Przeprowadziła się do Los Angeles, gdzie była obsadzana w kilku reklamach i teledyskach.
Początkowo występowała we włoskich filmach klasy B – kryminale Strach w ciemności (Paura nel buio, 1989) i dramacie Żądza (Desideri, 1990) obok Petera Marca Jacobsona oraz komedii romantycznej Księga miłości (Book of Love, 1990) z Dannym Nucci i thrillerze Morderstwo po amerykańsku (All-American Murder, 1991) z Christopherem Walkenem, Mitchellem Andersonem i Joanną Cassidy. W biograficznym dramacie Olivera Stone’a The Doors (1991) zagrała epizodyczną rolę dziewczyny Robby’ego Kriegera (w tej roli Frank Whaley). Pojawiała się potem głównie w produkcjach telewizyjnych, m.in. ekranizacji powieści Danielle Steel NBC Sekrety (Secrets, 1992) z udziałem Christophera Plummera, Lindy Purl, Gary’ego Collinsa, Stephanie Beacham, Nicole Eggert i Bena Browdera czy teledramacie Lifetime Inna kobieta (The Other Woman, 2008) w reżyserii Jasona Priestleya.
Bissett zrealizowała serial telewizyjny o tematyce wychowania dzieci, w tym Wychowanie dzieci i tamten świat (Parenting & Beyond), który dałby rodzicom twórcze rozwiązania problemu dnia codziennego. Była również gospodarzem programu edukacyjnego PBS Teach More, Love More.
Napisała także książki: „Little Bits Of Wisdom” (2001), „Making Memories” (2003) i „Tickle Monster” (2008).

### Życie prywatne
W 1991 r. związała się z aktorem Robem Estesem (Kyle McBride z opery mydlanej Melrose Place), za którego 1 maja 1992 r. wyszła za mąż. Razem zagrali parę zakochanych w telefilmie familijnym Disney Channel Ja tak, a oni nie (I Do, They Don’t, 2005). Mają dwójkę dzieci – córkę Mayę Rose (ur. 21 lipca 1999) i syna Masona True (ur. 14 kwietnia 2002). W 2005 roku żyli w separacji, Josie Bissett zamieszkała w Seattle u swojej matki Lindy. W styczniu 2006 roku para oznajmiała, że się rozstali. W 1997 r. spotykała się z Viggo Mortensenem.

## Filmografia

### Filmy fabularne
- 1989: Strach w ciemności (Paura nel buio) jako Daniela Foster
- 1990: Żądza (Desideri) jako Jessica Harrison
- 1990: Księga miłości (Book of Love) jako Lily
- 1991: Posing: Inspired by Three Real Stories (TV) jako Claire
- 1991: The Doors jako dziewczyna Robby’ego Kriegera
- 1991: Morderstwo po amerykańsku (Season of Fear) jako Tally Fuller
- 1992: Mikey jako Jessie Owens
- 1992: Sekrety (Secrets, TV) jako Gaby Smith
- 1992: Halfway House (film krótkometrażowy)
- 1994: Zabójczy żart (Vows of Deception, TV) jako Bobbi Gilbert Weston
- 1995: Pokonać lęk (Dare to Love, TV) jako Jessica Wells
- 1998: Mordercze słońce (The Sky’s On Fire, TV) jako Jennifer Thorne
- 1998: Usłyszeć strach (Baby Monitor: Sound of Fear, TV) jako Ann
- 2005: Ja tak, a oni nie (I Do, They Don’t, TV) jako Carrie Lewellyn
- 2006: Nekrolog (Obituary, TV) jako Denise Wilcox
- 2008: Inna kobieta (The Other Woman, TV) jako Jill Plumley
- 2013: Święta Bożego Narodzenia z żarciem (Christmas with Tucker, TV) jako Jill
- 2014: Papierowe aniołki (Paper Angels, TV) jako Lynn Brandt

### Seriale TV
- 1990: Doogie Howser, lekarz medycyny (Doogie Howser, M.D.) jako Crista Benson
- 1990: Rodzina dla Joego (A Family for Joe)
- 1990: Zagubiony w czasie (Quantum Leap) jako Becky
- 1990-1991: Valerie jako Cara
- 1991: Parker Lewis nigdy nie przegrywa (Parker Lewis Can’t Lose) jako Sarah
- 1992: Hasło: kocham cię (P.S. I Luv U) jako Diane Peters / Lisa
- 1992-1999: Melrose Place jako Jane Andrews
- 1994: Prawo Burke’a (Burke’s Law)
- 2003: Prawo i bezprawie (Law & Order: Trial by Jury) jako Jennifer Fulton
- 2008-2013: Tajemnica Amy (The Secret Life of the American Teenager) jako Kathleen Bowman
- 2009: Melrose Place jako Jane Andrews
- 2010: Melrose Place jako Jane Andrews